# جوزيف هاميلتون (مدير فني)
جوزيف هاميلتون (بالإنجليزية: Joseph Hamilton)‏ هو مدير فني أمريكي، ولد في 1919.